# دون كوبيت
دون كوبيت (بالإنجليزية: Don Cupitt)‏ (من مواليد 22 مايو 1934 في أولدهام) هو فيلسوف إنجليزي وعالم لاهوت مسيحي وأستاذ في جامعة كامبريدج. متزوج وله ثلاثة أبناء عاشوا وعملوا جميعًا في لندن، وله حفيدان. كتب كوبيت أكثر من 20 كتابًا، وكُتبت عنه أربعة كتب.